# Vestalia
Vestalia (en llatí Vestalia) era el nom d'un festival que se celebrava a l'antiga Roma en honor de Vesta, la deessa de la llar. Al seu temple hi cremava el foc sagrat de Roma. Se celebrava entre els dies 7 i 15 de juny.
Era una festa que servia per renovar el contacte amb la dea i demanar-li la protecció de la llar. El primer dia de les Vestalia era l'únic dia de l'any en què el temple de Vesta s'obria a totes les dones, que hi anaven a oferir sacrificis. Hi assistien descalces i despentinades, i amb les seves ofrenes demanaven la benedicció per a tota la família. Com que la llar simbolitza també el forn de pa, els flequers i els moliners la veneraven com la seva deessa patrona i es prenien el dia lliure. A l'inici de les Vestalia, els molins i els ases que els feien girar, eren decorats amb flors i amb collarets fets de trossos de pa, per recordar el mite que s'explicava on Vesta va ser quasi violada per Príap. Un ase va bramar i Príap, espantat, va fugir, salvant-se així la deessa. L'últim dia de la festa, el 15 de juny, es podia anar al temple a treure els excrements dels ases (Quando Stercum Delatum Fas). Es tancava solemnement el temple i la Flamínica dialis purificava el temple escombrant les deixalles i portant-les en professó pels carrers per llençar-les al Tíber.